# Montreal Impact (1992–2011)
Montreal Impact (francouzsky: Impact de Montréal) byl kanadský fotbalový klub z Montréalu. Klub byl založen v roce 1992. Montreal Impact zanikl na konci roku 2011, na jeho tradici navázal nově založený tým Montreal Impact v Major League Soccer. Původní tým Montrealu sedmkrát vyhrál Voyagers Cup, trofej pro nejlepší kanadský tým, z toho jednou v soutěži Canadian Championship.

## Historie
Montreal Impact byl založen v roce 1992 rodinou Saputových, majitelů týmu Montreal Supra. V prvních letech existence patřil mezi přední týmy APSL, resp. A-League, která z APSL vzešla, v roce 1994 získal první titul. V letech 1995, 1996 a 1997 vždy vyhrál základní část, do finále se ovšem neprobojoval. Druhého titulu se Impact dočkal až v roce 2004. Kde se Impactu velmi dařilo byl kanadský šampionát, v letech 2002–2007 šestkrát v řadě vyhráli Voyagers Cup, v roce 2008 přidali v Canadian Championship sedmý kanadský titul. Osmý titul už ale nepřidali, na šampionátu skončili na posledním místě. Před posledním zápasem, kdy již bylo jasné, že Impact nemohou v turnaji zvítězit, se trenér Marc Dos Santos rozhodl šetřit klíčové hráče, což mělo za následek porážku 1:6 od úhlavního rivala Impact, Toronta. Toronto pro zisk titulu potřebovalo vítězství o 4 góly a díky tomuto výsledku o skóre zvítězilo a získalo místo v Lize mistrů CONCACAF 2009/10. V květnu 2009 bylo vedením Major League Soccer oznámeno, že nový tým bude právě z Montréalu a tým naváže na tradici a jméno týmu z nižší ligy. V listopadu 2009 Impact oznámil odchod z USL First Division a společně s dalšími týmy stál za vznikem North American Soccer League. Po roce 2011 tým zanikl a jeho následovník Montreal Impact vstoupil do Major League Soccer.

## Trenéři
- Eddie Firmani (1993)
- Valerio Gazzola (1994–1997)
- Paul Kitson (1998)
- Tasso Koutsoukos (1998–2000)
- Zoran Jankovic (2000)
- Valerio Gazzola (2000–2001; podruhé)
- Nick DeSantis (2001)
- Bob Lilley (2002–2003)
- Nick DeSantis (2004–2008; podruhé)
- John Limniatis (2008–2009)
- Marc Dos Santos (2009–2011)
- Nick DeSantis (2011; potřetí)

## Hráčské rekordy

### Odehrané zápasy
| Poř. | Hráč            | Z   | Období               |
| ---- | --------------- | --- | -------------------- |
| 1.   | Mauro Biello    | 344 | 1993–1998; 2000–2009 |
| 2.   | Nevio Pizzolito | 283 | 1995–1998; 2000–2011 |
| 3.   | Patrick Leduc   | 222 | 2000–2010            |
| 4.   | Nick De Santis  | 219 | 1993–2003            |
| 5.   | Lloyd Barker    | 191 | 1993–1998; 2000–2001 |
| 6.   | Patrick Diotte  | 186 | 1993–1998; 2000–2001 |
| 7.   | John Limniatis  | 150 | 1990–2002            |
| 8.   | Gabriel Gervais | 148 | 2002–2008            |
| 9.   | Adam Braz       | 145 | 2002–2006; 2008–2011 |
| 10.  | António Ribeiro | 144 | 2000–2008; 2010–2011 |

### Góly
| Poř. | Hráč              | Gól | Období                      |
| ---- | ----------------- | --- | --------------------------- |
| 1.   | Mauro Biello      | 72  | 1993–1998; 2000–2009        |
| 2.   | Eduardo Sebrango  | 50  | 2002–2005; 2009–2011        |
| 3.   | Lloyd Barker      | 34  | 1993–1997; 2001–2004        |
| 4.   | Ali Gerba         | 23  | 2000; 2003; 2005; 2010–2011 |
| 5.   | Nick De Santis    | 21  | 1993–1998; 2000–2003        |
| 6.   | Grant Needham     | 19  | 1993–1998                   |
| 7.   | Giuliano Oliviero | 18  | 1997–2002                   |
| 8.   | Darko Kolić       | 17  | 1997–1998; 2000–2006        |
| 8.   | Zé Roberto        | 17  | 2001–2007                   |
| 10.  | Roberto Brown     | 13  | 2007–2010                   |
| 10.  | Charles Gbeke     | 13  | 2005; 2007–2008             |
| 10.  | Tony Donatelli    | 13  | 2008–2010                   |